# ジュール・メグレ
ジュール・フランソワ・アメデ・メグレ (Jules François Amédée Maigret) は、ベルギーの小説家ジョルジュ・シムノンの推理小説に登場する架空の警察官。警視、後に警視長となるが、メグレ警視として知られる。第一作"Pietre-le-Letton"（『怪盗レトン』）登場時は45歳。メグレ警視の登場する小説は執筆時期1929年から1972年まで長篇全75篇と中短篇全28篇を数える（この他、シムノンのペンネーム時代に書かれたメグレ警視の登場する長篇が4篇ある）。映像化された作品も多い。

## 経歴
1887年、フランスのアリエ県サン・フィアクル村に生まれる。父エヴァリストはサン・フィアクル城(パライユ＝ル＝フレジル(fr)がモデル)の管理人だった。7歳で母を亡くす。ムーランのパンヴィル国立高等中学校を卒業し、医師を志してナントの医学校に進むが、父と叔母の死で断念。パリで仕事を探している時に知り合った刑事の紹介で22歳の時に警察官となる。
パトロール係などを経て風紀捜査班に入るが、娼婦たちから子ども扱いされ数カ月で配置換えとなる。その後署長秘書時代に手柄を挙げ、司法警察局特捜部の刑事に昇進する。最終官職は司法警察局特捜部長。医者にはなれなかったが、落ちぶれた貧しい人々の心を癒すこと、また警察官がそれに相応しい仕事と考えるようになり、犯罪者に対しての悲しみ、怒り、慈しみから「運命の修理人」と呼ばれる。事件が起きると必ず現場に出て自ら捜査を行い、犯人を逮捕している。捜査に当たり単独で行動することが多く、そのため何度か負傷したことがある。捜査中に状況を問われても「私は何も信じません」「何もありません」で済ませることが多い。従って上層部や予審判事と捜査方針を巡って対立することも多く、ヴァンデ県のリュソン機動隊に追いやられていた時期もある。

## 人物
アルザス出身で建設省局長の姪ルイーズと26歳の時に恋愛結婚し、パリ11区リシャール=ルノワール通りのアパートに住む。オルレアン近郊のムン=シュール・ロワールの別荘を買い、土曜日には夫婦で出かける。55歳で定年退職した後はこの別荘で生活するが、その後も訪れた依頼人のためニューヨークなどの海外へ行くことになる。
常に3本のパイプを職場に置いているほどのパイプ愛好家で、その中でもルイーズから贈られた1本が最も気に入っている。酒好きで仕事の合間にはビール、自宅ではリキュールを飲む。また食いしん坊でもあり、料理好きな妻の手料理を好む。身長180cm、体重100kgでがっしりした体型。娘を幼い頃に失っており、子供はいない。

## 演じた俳優
- ピエール・ルノワール（1932年、『十字路の夜（メグレと深夜の十字路）』）
- アリ・ボール（1933年、ジュリアン・デュヴィヴィエ監督『モンパルナスの夜（男の首）』）
- チャールズ・ロートン（1950年、『エッフェル塔上の男（男の首）』）
- ミシェル・シモン（1952年、『児童聖歌隊員の証言』）
- ジャン・ギャバン（1957年『殺人鬼に罠をかけろ（メグレ罠を張る）』、1959年『サン・フィアクル殺人事件』、1963年『メグレ赤い灯を見る（メグレと生死不明の男）』）
- ジャン・リシャール（1967年、仏テレビ「メグレ警視」シリーズ）
- マイケル・ガンボン（1991年、英グラナダ・テレビ「メグレ警視」シリーズ）
- ブリュノ・クレメール（1991年 - 2004年、仏テレビ「メグレ警視」シリーズ）
- ローワン・アトキンソン（2016年、英テレビITV「メグレ警視」シリーズ）
- ジェラール・ドパルデュー（2023年、パトリス・ルコント監督『メグレと若い女の死』）